# 楊如桂
楊如桂，陝西人。清朝將領。  
雍正元年（1723年）癸卯恩科武进士。同年十二月放三等侍衛。雍正四年十二月（1727年）放廣東左翼鎮標中軍游擊。